# کاسااندیتلا
کاسااندیتلا (به ایتالیایی: Casacanditella) یک کومونه در ایتالیا است که در استان کییتی واقع شده‌است.

## خصوصیات
کاسااندیتلا ۱۲ کیلومترمربع مساحت و ۱٬۴۲۱ نفر جمعیت دارد و ۴۳۲ متر بالاتر از سطح دریا واقع شده‌است.